# Lieja-Bastoña-Lieja Femenina 2019
La 3.ª edición del Lieja-Bastoña-Lieja Femenina se celebró el 28 de abril de 2019 sobre un recorrido de 138,5 km con inicio en la ciudad de Bastoña y final en la ciudad de Lieja en Bélgica.
La carrera hizo parte del UCI WorldTour Femenino 2019 como competencia de categoría 1.WWT del calendario ciclístico de máximo nivel mundial siendo la novena carrera de dicho circuito y fue ganada por la ciclista neerlandesa Annemiek van Vleuten del equipo Mitchelton-Scott. El podio lo completaron las también ciclistas neerlandesas Floortje Mackaij del equipo Sunweb y Demi Vollering del equipo Parkhotel Valkenburg.

## Recorrido
El recorrido incluyó 5 cotas, las cuales se indican a continuación:
| N.º | Nombre                       | km    | Longitud (m) | Pendiente media | km a la llegada |
| --- | ---------------------------- | ----- | ------------ | --------------- | --------------- |
| 1   | Côte de Wanne                | 55    | 2 800        | 7,4 %           | 83,5            |
| 2   | Côte de Brume                | 64,5  |              |                 | 74              |
| 3   | Côte de la Vecquée           | 90    |              |                 | 48,5            |
| 4   | Côte de La Redoute           | 107,5 | 2 000        | 8,9 %           | 31,5            |
| 5   | Côte de la Roche aux faucons | 123,5 | 1 300        | 11 %            | 15,0            |

## Equipos
Tomaron parte en la carrera un total de 24 equipos invitados por la organización, todos ellos de categoría UCI Team Femenino, quienes conformaron un pelotón de 140 ciclistas de las cuales terminaron 93. Los equipos participantes fueron:
| Equipos femeninos (24)- Alé Cipollini - Aromitalia Vaiano - Astana Women's - BePink - Bigla - Boels Dolmans - BTC City Ljubljana - Canyon-SRAM Racing - CCC-Liv - Cogeas-Mettler - Doltcini-Van Eyck Sport - FDJ-Nouvelle Aquitaine-Futuroscope - Hagens Berman-Supermint - Health Mate-Ladies Team - Lotto Soudal Ladies - Mitchelton-Scott - Movistar Team - Parkhotel Valkenburg-Destil - Sunweb Women - Tibco-Silicon Valley Bank - Trek-Segafredo - Valcar Cylance - Virtu Cycling Women - WNT-Rotor Pro Cycling |
| |

## Clasificaciones finales
Las clasificaciones finalizaron de la siguiente forma:

### Clasificación general
| \| Clasificación general \| Clasificación general \| Clasificación general \| Clasificación general \| Clasificación general \| \| Ciclista \| Ciclista \| Equipo \| Tiempo \| \| \| --------------------- \| --------------------- \| --------------------- \| --------------------- \| --------------------- \| \| 1.ª \| Annemiek van Vleuten \| Mitchelton-Scott \| 3 h 42 min 10 s \| \| \| 2.ª \| Floortje Mackaij \| Sunweb \| + 1 min 39 s \| \| \| 3.ª \| Demi Vollering \| Parkhotel Valkenburg \| + 1 min 43 s \| \| \| 4.ª \| Soraya Paladin \| Alé Cipollini \| + 1 min 43 s \| \| \| 5.ª \| Lucinda Brand \| Sunweb \| + 1 min 43 s \| \| \| 6.ª \| Katarzyna Niewiadoma \| Canyon-SRAM Racing \| + 1 min 43 s \| \| \| 7.ª \| Lizzie Deignan \| Trek-Segafredo \| + 1 min 43 s \| \| \| 8.ª \| Alena Amialiusik \| Canyon-SRAM Racing \| + 1 min 43 s \| \| \| 9.ª \| Elisa Longo Borghini \| Trek-Segafredo \| + 1 min 43 s \| \| \| 10.ª \| Cecilie Uttrup Ludwig \| Bigla \| + 1 min 43 s \| \| |                       |                      |                 |
| |                       |                      |                 |
| Fuente: ProCyclingStats |                       |                      |                 |
| Clasificación general |                       |                      |                 |
| Ciclista | Ciclista              | Equipo               | Tiempo          |
| 1.ª | Annemiek van Vleuten  | Mitchelton-Scott     | 3 h 42 min 10 s |
| 2.ª | Floortje Mackaij      | Sunweb               | + 1 min 39 s    |
| 3.ª | Demi Vollering        | Parkhotel Valkenburg | + 1 min 43 s    |
| 4.ª | Soraya Paladin        | Alé Cipollini        | + 1 min 43 s    |
| 5.ª | Lucinda Brand         | Sunweb               | + 1 min 43 s    |
| 6.ª | Katarzyna Niewiadoma  | Canyon-SRAM Racing   | + 1 min 43 s    |
| 7.ª | Lizzie Deignan        | Trek-Segafredo       | + 1 min 43 s    |
| 8.ª | Alena Amialiusik      | Canyon-SRAM Racing   | + 1 min 43 s    |
| 9.ª | Elisa Longo Borghini  | Trek-Segafredo       | + 1 min 43 s    |
| 10.ª | Cecilie Uttrup Ludwig | Bigla                | + 1 min 43 s    |

## Ciclistas participantes y posiciones finales
Convenciones:
- AB-N: Abandono en la etapa N
- FLT-N: Retiro por llegada fuera del límite de tiempo en la etapa N
- NTS-N: No tomó la salida para la etapa N
- DES-N: Descalificado o expulsado en la etapa N

## UCI WorldTour Femenino
La Lieja-Bastoña-Lieja Femenina otorgó puntos para el UCI WorldTour Femenino 2019 y el UCI World Ranking Femenino, incluyendo a todas las corredoras de los equipos en las categorías UCI Team Femenino. Las siguientes tablas muestran el baremo de puntuación y las 10 corredoras que obtuvieron más puntos:
| Posición   | 1.ª | 2.ª | 3.ª | 4.ª | 5.ª | 6.ª | 7.ª | 8.ª | 9.ª | 10.ª | 11.ª | 12.ª | 13.ª | 14.ª | 15.ª | 16.ª-30.ª | 31.ª-40.ª |
| Puntuación | 200 | 150 | 125 | 100 | 85  | 70  | 60  | 50  | 40  | 35   | 30   | 25   | 20   | 15   | 10   | 5         | 3         |

| Clasificación |                       |                      |        |
| Posición      | Ciclista              | Equipo               | Puntos |
| ------------- | --------------------- | -------------------- | ------ |
| 1.ª           | Annemiek van Vleuten  | Mitchelton-Scott     | 200    |
| 2.ª           | Floortje Mackaij      | Sunweb               | 150    |
| 3.ª           | Demi Vollering        | Parkhotel Valkenburg | 125    |
| 4.ª           | Soraya Paladin        | Alé Cipollini        | 100    |
| 5.ª           | Lucinda Brand         | Sunweb               | 85     |
| 6.ª           | Katarzyna Niewiadoma  | Canyon SRAM Racing   | 70     |
| 7.ª           | Elizabeth Deignan     | Trek-Segafredo       | 60     |
| 8.ª           | Alena Amialiusik      | Canyon SRAM Racing   | 50     |
| 9.ª           | Elisa Longo Borghini  | Trek-Segafredo       | 40     |
| 10.ª          | Cecilie Uttrup Ludwig | Bigla                | 35     |